# Гилберт, Энн
Энн Морган Гилберт (англ. Ann Morgan Guilbert; 16 октября 1928 — 14 июня 2016) — американская актриса, наиболее известная благодаря ролям второго плана в телевизионных комедиях. Мать актрисы Халли Тодд.

## Биография
Родилась в Миннеаполисе, штат Миннесота. В 1946 году, после окончания средней школы, она поступила в Стэнфордский университет. Одновременно с обучением она выступала на театральной сцене, а в 1950-х переместилась на Бродвей. С тех пор она продолжила свою карьеру на телевидении, где в общей сложности сыграла полусотни ролей.
Гилберт добилась наибольшей известности благодаря ролям гиперактивной соседки в «Шоу Дика Вана Дайка» (1961—1966) и курящей бабушки главной героини в «Няня» (1993—1999). Она также снялась в нескольких недолго просуществовавших ситкомах,а свою единственную в карьере главную роль сыграла в ситкоме «Мальчики Фанелли» (1990-91). Гилберт была также гостем в «Весёлая компания», «Она написала убийство», «Пустое гнездо», «Сайнфелд», «Закон и порядок: Специальный корпус» и «Американская семейка». У неё были второстепенные роли в «Застава фехтовальщиков» и «Старость — не радость».

## Личная жизнь
В 1951—1966 годы была замужем за писателем и продюсером Джорджем Экстайном. У них родились две дочери, актриса Халли Тодд и преподавательница актёрского мастерства Нора Экстайн. В 1966—1997 годы была замужем за актёром Гаем Рэймондом.